# 桓範
桓 範（かん はん、? - 249年）は、中国後漢末期から三国時代にかけての武将、政治家、文学者。魏に仕えた。字は元則。豫州沛国の人。妻は仲長氏（仲長統の一族）。子は男子一人（名は不明）。『三国志』魏志「諸夏侯曹伝」などに記録がある。東晋の政治家・軍人として、成漢を滅ぼし洛陽を奪還するなどの大功を挙げた桓温は桓範の後裔であると言われている。

## 生涯

### 魏臣として出世
建安年間の末期、朝廷の実権を握る曹操に仕え、丞相府に入った。沛国出身者のうち、仕官した順番が曹真の次であったという。延康年間には羽林左監に任じられた。
曹丕（文帝）が禅譲により即位すると、引き続き魏に仕えた。曹丕の命令で王象達と共に『皇覧』の編集に従事した。
曹叡（明帝）の時代、中領軍・尚書となった。尚書令在任時は、職務に通じた人材であると高く評価されていたという。
この頃であろうか、桓範と同様に人事に手腕のあった友人の河間郡の許允の結婚に深くかかわっている。『世説新語』賢媛篇で紹介される「許允と阮共女の結婚」の一幕である。
後に地方に出され、征虜将軍・東中郎将、使持節都督青徐諸軍事に昇進し、下邳に駐屯した。あるとき、徐州刺史であった鄭岐と言争いになったため、節を利用して鄭岐を斬ろうとした。しかし鄭岐が上奏したため、裁定が行なわれた結果、非は桓範の側にあると決定を下されてしまった。このことで免職となり故郷に戻されたが、しばらくして兗州刺史として復帰した。
桓範は自分の境遇について不満を募らせていた時、冀州牧に転任させられるという噂を聞いた。これは鎮北将軍の呂昭の配下になることを意味していた。呂昭はかつて桓範より下位の人物に過ぎなかったが、才能と実績により今や桓範を凌ぐ地位を得ていたのである。桓範は呂昭の目下になることを恥じて妻に愚痴をこぼしたが、妻が桓範の以前の失敗も挙げてからかったため、痛いところを指摘された桓範は妻の腹を剣のつかで突いた。このため、身ごもっていた妻は流産することになったという。桓範は結局、病気と称して冀州への転任を辞退した。
曹芳（斉王）の時代となった正始年間、桓範は大司農に任命され、清潔で簡明という評価を得た。当時、司馬懿と共に政治の実権を握っていた曹爽は、同郷の先輩でもある桓範に対し特に敬意を払っていたが、特段親しくすることはなかったという。曹爽は司馬懿を退けた後、側近達に政治を任せ悪政を敷いていた。あるとき、王粛が政治に対して不満を述べたが、その相手の一人として桓範の名が挙がっている（「王朗伝」附「王粛伝」）。
桓範は若い頃から『漢書』を研究し、その成果を長い時間をかけて纏め上げ、『世要論』という書に著した。桓範は当時、太尉であった蔣済と同席する機会があったため、数人の高官も同席する中、『世要論』を蔣済に見せ、その評価を求めた。桓範が、蔣済なら公平に評価してくれるだろうと期待していたが、蔣済はそれを見ようともしなかった。このため桓範が蔣済に怒りをぶちまけると、蔣済も桓範を見据えたまま、返事もしようとしなかったという。魏志では「桓範も蔣済も、ともに剛毅な性格であったからだろう」と綴っている。

### 正始政変
249年、曹爽が曹芳に同行して、曹叡の陵墓である高平陵を参拝しようとした時、桓範は首都洛陽を空けることの危険性を説きその同行を諫めたが、聞き入れられなかった。
果たして曹爽が都を留守にした隙をついて、司馬懿が曹爽打倒のクーデターを決行し、洛陽を占拠してしまった。司馬懿は桓範を高く評価していたため、中領軍を任せようとした。桓範がそれに応じようとしたが、子はそれに反対し、曹芳の下に赴くべきだと主張した。桓範は部下の制止も聞き入れず子の意見に従い、南の平昌城門まで行った。門は閉鎖されていたが、門番の司蕃がかつて桓範が登用した役人であったので呼び寄せ、陛下の詔勅であると偽って封鎖されていた門を開けさせた。このとき桓範が司蕃に対し、司馬懿の謀反を報せて同行することを求めたが、司蕃はこれに応じなかった。
桓範は洛陽から脱出することに成功した。このことを聞いた司馬懿は「曹爽は内心で桓範を疎んじており、智恵も足りない。『駑馬　短豆を恋う（平凡な人は、目先の利益にあり付こうとする）』というものであり、必ずやその献策を採り上げないだろう」と言って、相手にしなかった。
曹爽の元に辿り着いた桓範は、彼に対し許昌で曹芳を擁して再起を図るよう献策したが、曹爽を決断させることはできなかった。桓範が曹爽の弟曹羲にも決起を勧めたが、曹爽兄弟は二人とも決断することができなかった。
曹爽は司馬懿から、解任のみを条件にして放免にすると言われると、戦意をなくし桓範の進言を聞き捨てた上で、曹芳に上奏して自分達を罷免するよう要求してしまった。曹爽兄弟のこの有様を見た桓範は自分も罪に問われることを覚悟し、連座により一族が滅亡するのではないかということを嘆いたという。
また曹爽が「自分達は実権を失っても富貴でいられる」と、発言したことを受けて、桓範は絶望のあまり「曹子丹（曹爽の父の曹真のこと）は優れた御方だった。しかしお前ら兄弟は豚か子牛に生まれたのか。お前たちのせいで、族滅の憂き目にあうとは思いもしなかった」と言い捨てたともいう（「魏氏春秋」）。
曹芳が元の御所に戻ると、桓範は元の官職に復帰した。まもなく司蕃が言上し、桓範が司馬懿を誣告したことを告発した。司馬懿は激怒し、役人に刑罰法制を聞いた上で桓範の罪を確認させ、桓範を捕らえさせた。桓範は宮城の門で役人に捕われ、廷尉の下に送られた。
曹爽とその一族が謀反の罪を着せられ処刑されると、桓範もまたそれに同調したとして三族とともに誅殺された。
『隋書』経籍志によると、『世要論』の他、『桓範集』などの著作があったとされる。